# Максім Поті
Максім Поті (фр. Maxime Pauty; нар. 20 червня 1993 року) — французький фехтувальник на рапірах, олімпійський чемпіон 2020 року в командній рапірі, чемпіон Європи.

## Виступи на Олімпіадах
| Олімпіада  | Дисципліна           | Місце |
| ---------- | -------------------- | ----- |
| Токіо 2020 | індивідуальна рапіра | 21    |
| Токіо 2020 | командна рапіра      | 1     |
| Париж 2024 | індивідуальна рапіра | 8     |
| Париж 2024 | командна рапіра      | 3     |